# طائرة مائية

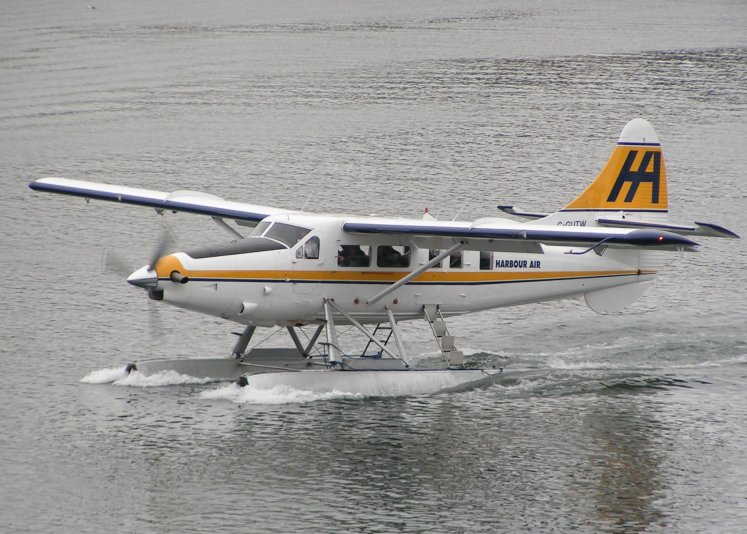
طائرة مائية

الطائرة المائية هي طائرة قادرة على الهبوط والإقلاع من على سطح الماء. تسمى أيضا طائرة بحرية.

## تاريخ الطائرات المائية
أول طيران لطائرة مائية كان للفرنسي هانري فابر الذي اقلع يوم 28 مارس 1910 من اتانج دو بار إلى مارتيغ على طائرته لو كانار « البطة ».
استعملت أولى النماذج خلال الحرب العالمية الأولى ومنها طائرة لا فودر « البرق » من قبل القوات الفرنسية. بعد الحرب العالمية الثانية اعيد استعمال هذا النوع من الطائرات خاصة في المناطق الشمالية ككندا وشمال أوروبا.

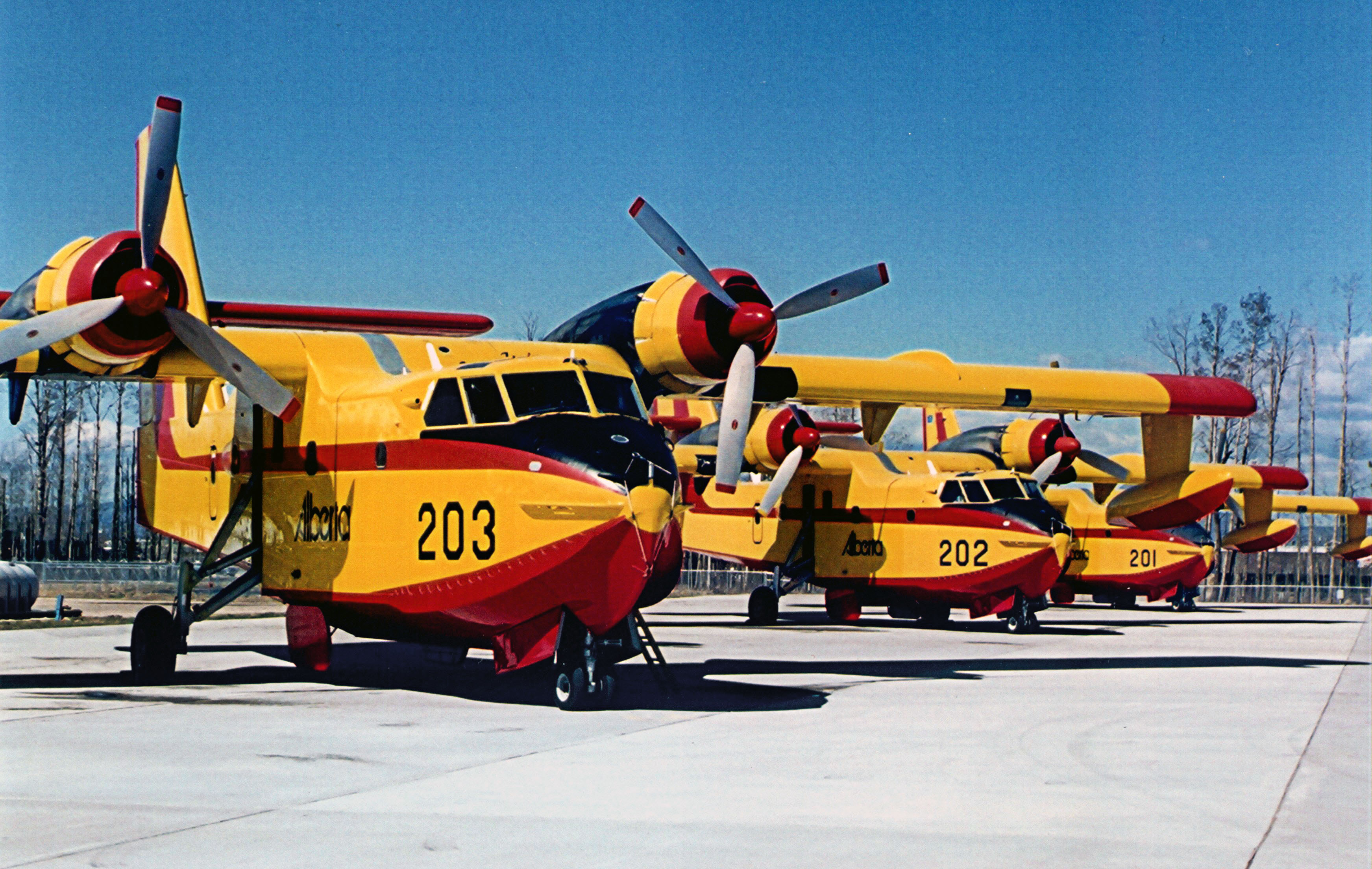
طائرات مائية كندية

## خصائص الطائرات المائية
الطائرة المائية مزودة بطافيتين تعوض العجلات في الطائرات العادية. ويشبه جسم الكبيرة منها القوارب مما يمكنها من الطفو بسهولة والتنقل على سطح الماء. لتسهيل التسارع وضمان اقل احتكاك مع المياه يمثل جزؤها السفلي الملاصق للماء جزءا صغيرا منها.
عدة طائرات مائية مزودة بعجلات (تسمى بر مائية) مما يمكنها من التنقل من مهاجعها إلى سطح الماء وبالعكس.